# 샌드백

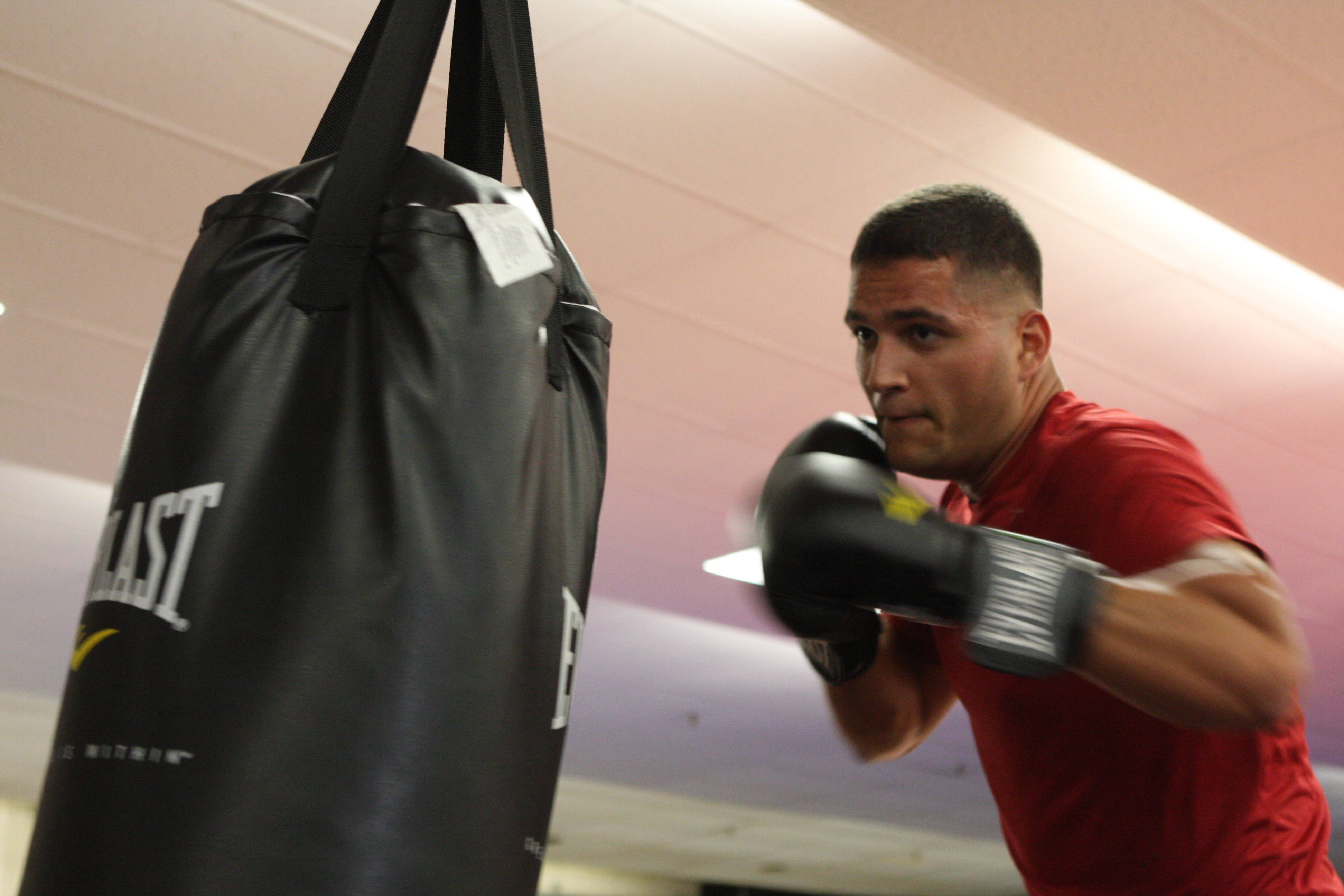
샌드백을 상대로 연습하는 복서

샌드백(sandbag)은 격투기 (복싱, 킥복싱, 가라테 등)이나 신체적 접촉이 많은 일부 구기 (럭비 등) 운동에 사용되는 섬유 등 안에 비교적 부드러운 소재를 채우고 매달아 사용하는 자루이다. 샌드백은 한국어식/일본어식 영어에 해당하며, 영어권에서는 펀칭백(영어: punching bag)이라고 한다.